# Бернувил
Бернувил (фр. Bernouville) насеље је и општина у северној Француској у региону Горња Нормандија, у департману Ер која припада префектури Andelys.
По подацима из 2011. године у општини је живело 311 становника, а густина насељености је износила 50,82 становника/km². Општина се простире на површини од 6,12 km². Налази се на средњој надморској висини од 72 метара (максималној 101 m, а минималној 61 m).

## Демографија
| 1962. | 1968. | 1975. | 1982. | 1990. | 1999. | 2011. |
| ----- | ----- | ----- | ----- | ----- | ----- | ----- |
| 232   | 234   | 203   | 229   | 242   | 349   | 311   |

График промене броја становника у току последњих година